# Denkmalgeschützte Objekte im Bezirk Mistelbach
Im Bezirk Mistelbach bestehen 667 denkmalgeschützte Objekte. Die unten angeführte Liste führt zu den Gemeindelisten und gibt die Anzahl der Objekte an.
| Gemeindeliste              | Objektanzahl |
| -------------------------- | ------------ |
| Altlichtenwarth            | 10           |
| Asparn an der Zaya         | 22           |
| Bernhardsthal              | 24           |
| Bockfließ                  | 9            |
| Drasenhofen                | 17           |
| Falkenstein                | 23           |
| Fallbach                   | 18           |
| Gaubitsch                  | 9            |
| Gaweinstal                 | 34           |
| Gnadendorf                 | 16           |
| Großebersdorf              | 10           |
| Großengersdorf             | 7            |
| Großharras                 | 15           |
| Großkrut                   | 15           |
| Hausbrunn                  | 4            |
| Herrnbaumgarten            | 6            |
| Hochleithen                | 8            |
| Kreuttal                   | 9            |
| Kreuzstetten               | 10           |
| Laa an der Thaya           | 41           |
| Ladendorf                  | 20           |
| Mistelbach                 | 80           |
| Neudorf im Weinviertel     | 15           |
| Niederleis                 | 13           |
| Ottenthal                  | 8            |
| Pillichsdorf               | 5            |
| Poysdorf                   | 70           |
| Rabensburg                 | 10           |
| Schrattenberg              | 11           |
| Staatz                     | 18           |
| Stronsdorf                 | 26           |
| Ulrichskirchen-Schleinbach | 21           |
| Unterstinkenbrunn          | 6            |
| Wildendürnbach             | 9            |
| Wilfersdorf                | 22           |
| Wolkersdorf im Weinviertel | 26           |
| Summe Bezirk Mistelbach    | 667          |